# Nonzeville
Nonzeville è un comune francese di 43 abitanti situato nel dipartimento dei Vosgi nella regione del Grand Est.

## Società

### Evoluzione demografica
Abitanti censiti